# Exponente de Lyapunov
El Exponente Lyapunov o Exponente característico Lyapunov de un sistema dinámico es una cantidad que caracteriza el grado de separación de dos trayectorias infinitesimalmente cercanas. Cuantitativamente, dos trayectorias en el espacio-fase con separación inicial {\displaystyle \delta \mathbf {Z} _{0}} diverge
{\displaystyle |\delta \mathbf {Z} (t)|\approx e^{\lambda t}|\delta \mathbf {Z} _{0}|}
El radio de separación puede ser distinto para diferentes orientaciones del vector de separación inicial. Aunque, hay un completo espectro del exponente Lyapunov; el número de ellos es igual al número de dimensiones del espacio-fase. Es común referirse sólo a la más grande, porque determina la predictibilidad de un sistema.

## Definición
Para un sistema dinámico que evoluciona según la ecuación {\displaystyle f^{t}} en un espacio de n–dimensiones, el espectro del exponente Lyapunov
{\displaystyle \{\lambda _{1},\lambda _{2},\cdots ,\lambda _{n}\}\,,}
en general depende del punto de inicio {\displaystyle x_{0}}. El exponente Lyapunov describe el comportamiento de los vectores en el espacio tangente al espacio-fase y son definidos por la matriz Jacobiana: 
{\displaystyle J^{t}(x_{0})=\left.{\frac {df^{t}(x)}{dx}}\right|_{x_{0}}}.
La matriz {\displaystyle J^{t}} describe cómo un pequeño cambio en el punto {\displaystyle x_{0}} se propaga hasta el punto final {\displaystyle f^{t}(x_{0})}. El límite
{\displaystyle \lim _{t\rightarrow \infty }(J^{t}\cdot (J^{t})^{T})^{1/2t}}
define a una matriz {\displaystyle L(x_{0})} (las condiciones para la existencia del límite son dadas por el teorema de Oseldec. Si {\displaystyle \Lambda _{i}(x_{0})} son los valores propios de {\displaystyle L(x_{0})}, entonces el exponente Lyapunov {\displaystyle \lambda _{i}} está definido por
{\displaystyle \lambda _{i}(x_{0})=\log \Lambda _{i}(x_{0})\,.}

## Propiedades básicas
- Si el sistema es conservativo (no existe disipación), la suma de todos los exponentes Lyapunov debe ser cero.
- Si el sistema es disipativo, la suma será negativa.
- Si el sistema es un flujo, un exponente será siempre cero.
- En un sistema dinámico hamiltoniano, la suma sólo puede ser positiva si el sistema es un sistema abierto.

- El espectro de Lyapunov puede ser usado para estimar el radio de producción de entropía de un sistema dinámico.
- El inverso del mayor exponente Lyapunov es llamado a veces en literatura momento Lyapunov. Para órbitas caóticas, el momento Lyapunov será finito, aunque para órbitas regulares será infinito.

## Cálculo numérico.
Generalmente, el cálculo de los exponentes Lyapunov, como se define arriba, no puede ser llevado a cabo analíticamente, y en la mayoría de los casos uno debe recurrir a técnicas numéricas. Los procedimientos numéricos comúnmente usados estiman la matriz {\displaystyle L} basándose en un rango finito de aproximaciones de tiempo del límite definiendo {\displaystyle L}.